# Ulisse Dini
Ulisse Dini (Pisa, 14 novembre 1845 – Pisa, 28 ottobre 1918) è stato un matematico e politico italiano.

## Biografia
Figlio di Pietro e di Teresa Marchioneschi, dopo gli studi liceali si iscrisse alla Facoltà di Scienze dell'Università di Pisa e, alla Scuola Normale Superiore, fu allievo di Enrico Betti, con cui si laureò in matematica nel 1864 e di cui fu continuatore delle ricerche; perfezionò quindi la sua preparazione per un anno a Parigi sotto la guida di Hermite e Bertrand.
Tornato in Italia, fu nominato professore presso l'Università di Pisa nel 1866. Nel 1871 ottenne la cattedra di analisi e geometria, sino allora tenuta da Betti. Dal 1888 al 1890 fu rettore dell'Università di Pisa, e, dal 1874 al 1876 e poi dal 1900 fino alla morte, della Scuola normale. Partecipò anche alla vita politica italiana divenendo prima deputato al Parlamento e quindi senatore nel 1892.
Nel 1913 istituì a Pisa la "Scuola d'Applicazione per gl'Ingegneri", che diverrà poi la Facoltà di Ingegneria, della quale egli fu il primo Direttore.
Fu tra i primi matematici italiani a comprendere la necessità di rielaborare l'analisi infinitesimale secondo un'impostazione più rigorosa; conseguì inoltre importanti risultati nello studio delle serie, nell'integrazione di funzioni di variabile complessa e della sviluppabilità in serie di funzioni arbitrariamente date in un intervallo, campo di suo principale interesse.
Molto importante è il teorema che in Italia porta il suo nome, indicante alcune condizioni sufficienti affinché una funzione di variabile reale espressa nella forma implicita {\displaystyle \,F(x,y)=0}, possa essere scritta localmente nella forma esplicita {\displaystyle \,y=f(x)}.
Dona il nome al dipartimento di matematica dell'Università degli Studi di Firenze, situato nella zona universitaria-ospedaliera di viale Morgagni, e al dipartimento di matematica applicata dell'Università di Pisa.
A lui è inoltre intitolato il più antico liceo scientifico di Pisa.

## Onorificenze

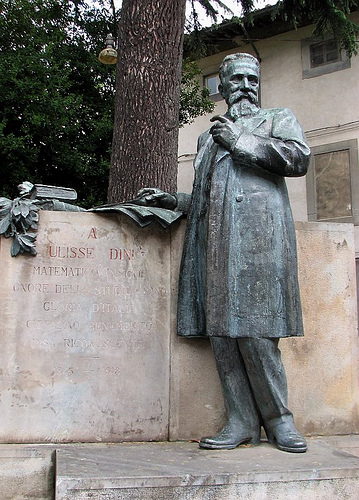
Il monumento a Ulisse Dini nell'omonima via, a Pisa.

## Opere

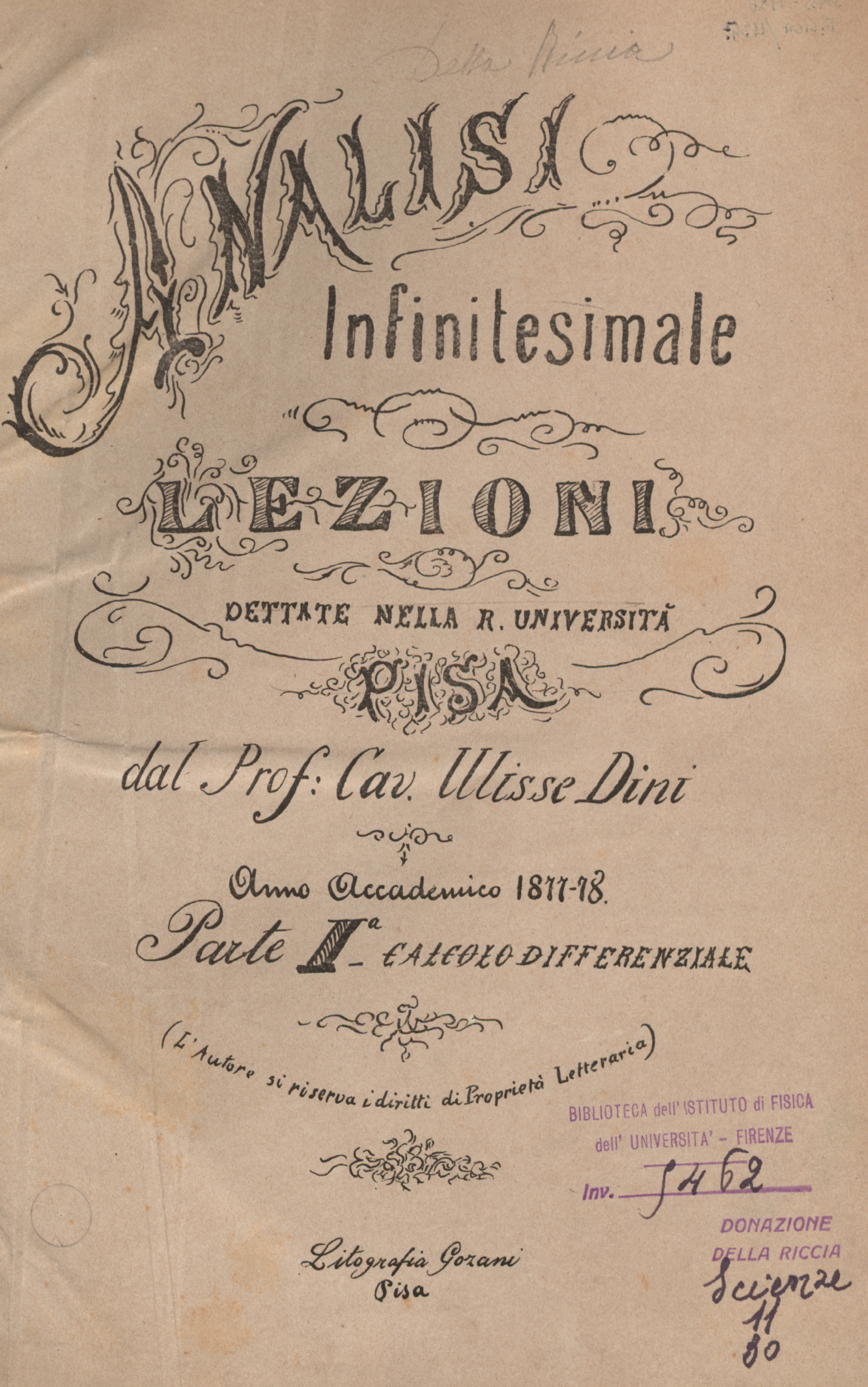
Lezioni di analisi infinitesimale, 1878

- Fondamenti per la teorica delle funzioni di variabili reali (Pisa, T. Nistri, 1878)
- Serie di Fourier e altre rappresentazioni analitiche delle funzioni di una variabile reale (Pisa, T. Nistri, 1880)
- Ulisse Dini, Lezioni di analisi infinitesimale, Pisa, Gazoni, 1878. URL consultato il 30 giugno 2015.
  - Lezioni di analisi infinitesimale. vol. 1 (Pisa, T. Nistri, 1907–1915)
  - Lezioni di analisi infinitesimale.vol. 2 parte 1 (Pisa, T. Nistri, 1907–1915)
  - Lezioni di analisi infinitesimale.vol. 2 parte 2 (Pisa, T. Nistri, 1907–1915)